# Stempel (numismatiek)

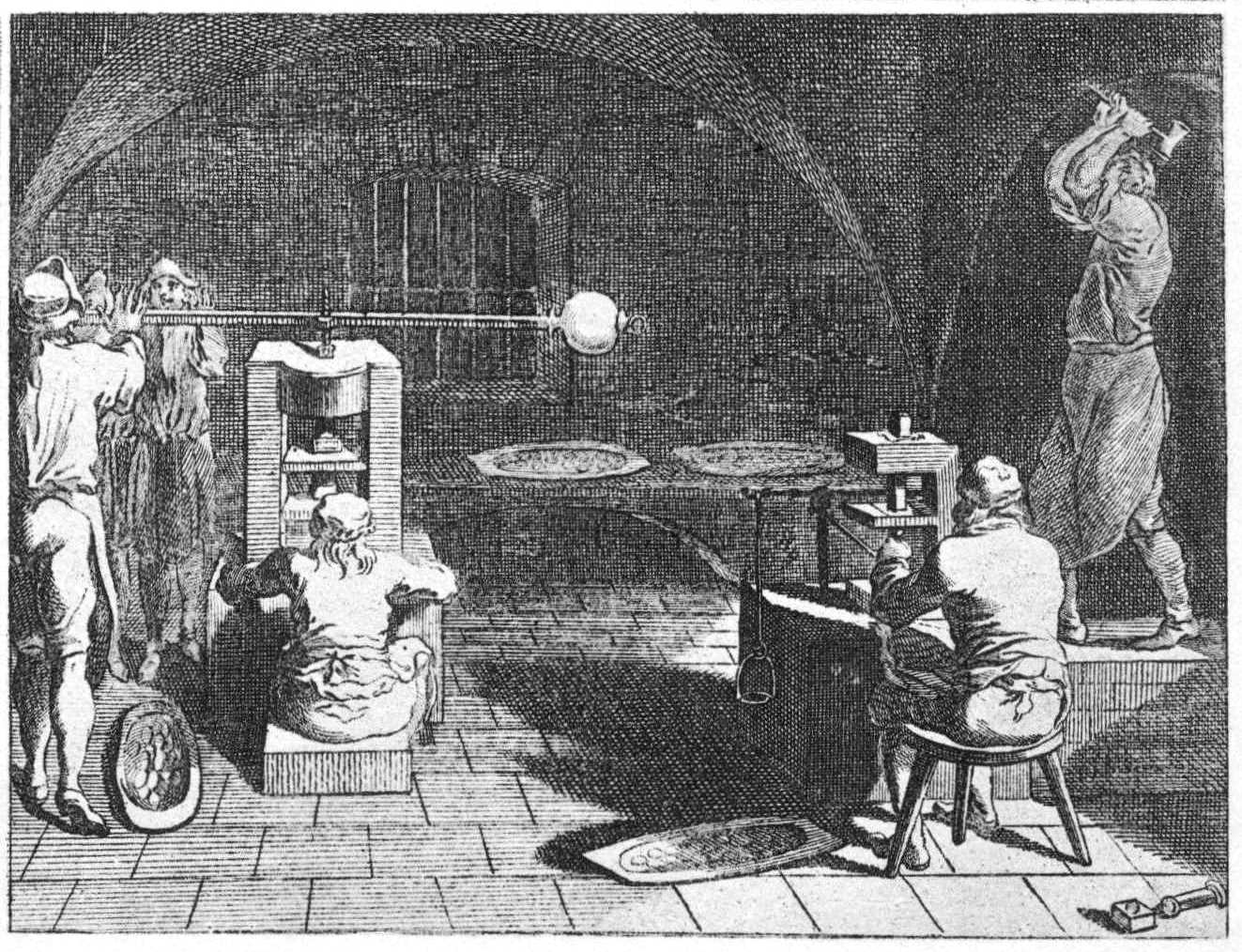
Het persen en slaan van munten: links een muntpers, rechts het slaan met losse stempels

De stempel kan in de numismatiek gezien worden als:
1. Metalen mal waarmee de munt wordt geslagen.
2. Onderdeel van stempel (1), bijvoorbeeld voor het Jaartal (munt) (Engels: punch, Frans: poinçon à main).

Het stempel wordt gemaakt door een zogenaamde stempelsnijder (graveur). Soms mag de stempelsnijder zijn naam, initialen of teken op de munt zetten. De stempel wordt van het poinçoen of matrijs afgeleid. Dit is een incuse halfproduct of halfproduct in reliëf.

## Stempelbreuk
Bij een stempelbreuk komt er overtollig materiaal op de munt te zitten, veroorzaakt doordat het metaal in de breuk van een gespleten stempel is gaan zitten. Deze afwijkingen komen af en toe voor en worden meestal pas ontdekt als er al heel veel muntjes door de gebroken stempel zijn geslagen.

## Stempelstand
De stand van de stempel, (stempelstand) is belangrijk voor de uitlijning van de voor- en achterkant van de munt. Als de stempelstand niet goed is (stempeldraaiing genoemd) veroorzaakt dit een misslag waarbij de ene kant is gedraaid ten opzichte van de ander kant, uitgedrukt in graden. Een stempeldraaiing van 180° maakt van een muntslag een medailleslag of omgekeerd. 
Stempeldraaiing, stempelstand, andere benaming is "stempal-as" of "die-axis".
De hoek tussen de stand van de plaatjes op de voorzijde en de achterzijde van een munt.
De stempelstand (stst) wordt met vier symbolen aangegeven:
- Achterzijde staat precies goed, dit is een penningslag of medailleslag, 0 of 360 graden, stempelstand = 12 (12 uur), symbool ↑
- Achterzijde precies op de kop (muntslag, 180 graden), stst = 6 (bovenzijde op 6 uur), symbool ↓
- Achterzijde met bovenkant naar rechts, 90 graden: stst = 3 (3 uur), symbool →
- Achterzijde met bovenkant naar links, 270 graden: stst = 9 (9 uur), symbool ←

## Hybride
Als aan beide zijden van de munt (per ongeluk) hetzelfde stempel wordt gebruikt, dan wordt de munt hybride genoemd. Deze term wordt ook gebruikt, wanneer voor de voorzijde en keerzijde twee stempels worden gebruikt die niet bij elkaar horen.